# Amblans-et-Velotte
 Amblans-et-Velotte  es una población y comuna francesa, situada en la región de Franco Condado, departamento de Alto Saona, en el distrito de Lure y cantón de Lure-Nord.

## Demografía
| 279 | 278 | 255 | 258 | 281 | 288 |
| Para los censos de 1962 a 1999 la población legal corresponde a la población sin duplicidades (Fuente: INSEE [Consultar]) |     |     |     |     |     |